# TE pufr

Tris - vzorec

TE pufr (Tris/EDTA pufr) je běžně používaný roztok s vlastnostmi pufru, uplatňující se v biochemické/molekulárně biologické laboratoři. Obsahuje látku Tris (tris(hydroxymethyl)aminometan) o koncentraci 10 mM a EDTA (ethylendiaminotetraoctová kyselina) o koncentraci 1 mM. Reakce TE pufru záleží na pH použitých Tris a EDTA, nicméně zpravidla se připravuje slabě zásaditý roztok (nejčastěji pH 7,4, 7,5 nebo 8,0). Následně se doporučuje autoklávování připraveného roztoku, skladovat se může při pokojové teplotě.
TE pufr se používá k eluci a také k dlouhodobému skladování nukleových kyselin (DNA, RNA). EDTA přítomná v TE pufru totiž chelatuje nebo vyvazuje hořečnaté ionty, čímž blokuje jakoukoliv nežádoucí činnost DNáz a do jisté míry i RNáz ve vzorku. Tris zase udržuje stabilní pH roztoku – výkyvy pH by jinak mohly v delším časovém měřítku depurinovat DNA a tím ji znehodnotit.